# Pirata apalacheus
Pirata apalacheus Gertsch, 1940 è un ragno appartenente alla famiglia Lycosidae.

## Etimologia
Il nome della specie è in onore della tribù indiana degli Apalache, che vive in Florida, una delle zone di rinvenimento degli esemplari.

## Caratteristiche
L'olotipo maschile rinvenuto ha il cefalotorace lungo 1,67mm, e largo 1,20mm.
L'allotipo femminile rinvenuto ha il cefalotorace lungo 1,77mm, e largo 1,22mm.

## Distribuzione
La specie è stata reperita negli USA orientali, nell'Illinois e in Kansas: 
1. Alabama: Contea di Baldwin, Contea di Madison, Contea di Marshall, Contea di Tuscaloosa e Chatahoochie State Park.
2. Carolina del Nord: Contea di Alamance, Contea di Carteret, Contea di Durham e Contea di Orange.
3. Florida: Contea di Alachua, Contea di Columbia, Contea di Miami-Dade, Contea di Duval, Contea di Jefferson, Contea di Highlands, Contea di Hillsborough, Contea di Indian River, Contea di Leon, Contea di Liberty, Contea di Monroe, Contea di Nassau, Contea di Polk e Contea di Putnam.
4. Georgia: Contea di Dougherty.
5. Illinois: Contea di Madison.
6. Kansas: Contea di Douglas.
7. Mississippi: Contea di Jackson e Contea di Wilkinson.
8. Tennessee: Contea di Roane

## Tassonomia
La specie appartiene al nanatus group nell'ambito del genere Pirata insieme con P. allapahae, P. nanatus, P. seminolus e P. welakae.
Al 2017 non sono note sottospecie e dal 1978 non sono stati esaminati nuovi esemplari.